# Carlos Agassi
Amir Carlos Dámaso Vahidi Agassi (12 de diciembre de 1979 en Makati), popularmente conocido como Carlos Agassi. Es un actor, anfitrión de televisión, cantante de rap y modelo filipino de ascendencia iraní. Su carrera artística inició cuando era miembro de Star Circle (Estrella Mágica) en Lote 3 de 1993. Agassi surgió a través de la cadena televisiva de ABS-CBN, en una competencia de talentos conocido como Estrella Mágica. Fue parte comparativa entre los cantantes y actores más destacados de su país, como Piolo Pascual, Jericho Rosales, Diether Ocampo y Bernard Palanca. Fue visto por última vez en desaparecido programa de televisión, en la serie la "Princesa Sarah". Sus hermanos menores y Michael Aaron, también siguieron sus pasos. Es considerado como un artista que cuyo álbum debut contó con el apoyo de Universal Records, fue lanzado en 2006 y actualmente participa en el Star Magic como presentador de su programa llamado "Abt de Ur Luv", mientras que Michael fue también visto por última vez en un programa de televisión. Generalmente se describe como un artista sensual, como el de quitarse la camisa cuando el conduce en la televisión y conciertos.

## Filmografía

### Películas
- ¡Oh, Mi Espíritu!
- Pinay Pie
- Dekada'70
- Mysterio (Uno. .. Dos ... Tres Pilyos!) Star Cinema
- Hiling
- Muling Ibalik Tamis Ng Ang Pag-ibig

### Televisión
- 2010 Immortal Vergara
- 2010 Agua Bendita Baldo Barrameda
- 2009 Banana Split Romeo/El mismo
- 2008 Dragonna Rafael
- 2007 Princesa Sarah Philip Burrow Philip Burrow
- 2007 Rounin Sephdo
- 2007 Palimos ng Pag-ibig Dick
- 2006 Ang Panday (serie de TV) Jaffir
- 2005 Bora:Hijos de la playa Caloy
- 2005 Kaya Mo Ba 'To? Mo Kaya Ba 'A? Host/Himself Acogida / El mismo
- 2003 Masayang Tanghali Bayan Host/Himself Acogida / El mismo
- 2003 Buttercup Pippo
- 2003 Víctima Host/Himself Acogida / El mismo
- 2001 Sa Dulo Ng Walang Hanggan Benedicto/Benjie Benedicto / Benjie
- 1999 Saan Ka Naroroon Hombre Richard
- 1996 Gimik Marco Trinidad Marco Trinidad
- 1995 ASAP

## Discografía
- AMIR
- Carlos
- El Emir de Rap